# Арудж-реїс (станція метро)
Юз'їл — Арудж-реїс (тур. Yüzyıl - Oruç Reis) — метростанція на лінії М7 Стамбульського метро. Станцію було відкрито 28 жовтня 2020. Названа на честь відповідних мікрорайонів міста, де знаходяться входи до станції. Арудж-реїс — відомий османський мореплавець і корсар (старший брат Хайр ад-Діна Барбаросси).
Розташування: станція розташована у мікрорайоні Аруджреїс району Есенлер, під вулицею вулиці Барбарос. Станція має 2 входи, вхід № 1 розташований в мікрорайоні Аруджреїс Есенлера, а вхід № 2 розташований в мікрорайоні Юз'їл Багджилара.
Конструкція: колонна станція мілкого закладення типу горизонтальний ліфт з однією острівною прямою платформою.
Пересадки
- Автобуси: 33Y, 98Y, HT11
- Маршрутки: Топкапи — Багджилар — Гіїмкент, Топкапи — Багджилар — Юз'їл-махаллесі, Топкапи — Атишалани — Юз'їл-махаллесі

| Попередня станція                              | Лінія | Лінія                           | Лінія | Наступна станція                |
| ---------------------------------------------- | ----- | ------------------------------- | ----- | ------------------------------- |
| Гіїмкент — Текстілкент до Шишлі — Меджидієкьой |       | M7 (Стамбульський метрополітен) |       | Гьозтепе-махаллесі до Махмутбей |